# Lophiotoma polytropa
Lophiotoma polytropa é uma espécie de gastrópode do gênero Lophiotoma, pertencente a família Turridae.